# Piotr Rutkowski (polityk)
Piotr Rutkowski (ur. 15 kwietnia 1957 w Szczecinie) – polski menedżer, działacz sportowy i urzędnik państwowy, w 2005 podsekretarz stanu w Ministerstwie Gospodarki i Pracy.

## Życiorys
Ukończył studia z techniki na Wydziale Matematyczno-Przyrodniczym Wyższej Szkoły Pedagogicznej w Szczecinie z tytułem magistra techniki. W latach 1980–1982 przewodniczący Rady Okręgowej Socjalistycznego Związku Studentów Polskich, w latach 1982–1985 sekretarz rady naczelnej Zrzeszenia Studentów Polskich.
W latach 1986–1991 pełnił funkcję zastępcy dyrektora Departamentu Upowszechniania Kultury Fizycznej, Turystyki i Wypoczynku w Głównym Komitecie Kultury Fizycznej i Turystyki (od 1988 Komitecie ds. Młodzieży i Kultury Fizycznej), gdzie odpowiadał za nadzór nad organizacją imprez masowych i działalnością stowarzyszeń sportowych i turystycznych. Od 1989 do 1991 był prezesem zarządu Polskiego Związku Triathlona. Od 1991 do 2002 pozostawał wiceprezesem spółki „TOURMACO”, nadzorującej przedsiębiorstwa działające na bazie majątku Polskiego Towarzystwa Turystyczno-Krajoznawczego, a od 1992 do 2001 – wiceprezesem ds. analiz finansowych spółki „FIN-CO-MA”. W latach 1998–2002 pełnił funkcję zastępcy prezesa firmy budującej Trasę Świętokrzyską.
W latach 2001–2003 kierował gabinetem politycznym Ministra Gospodarki. Od stycznia do lipca 2003 doradzał sekretarzowi stanu w tym ministerstwie, koordynując m.in. program offsetowy powiązany z zakupem F-16 oraz rządowe programy restrukturyzacji i wzrostu konkurencyjności gospodarki. W lipcu 2003 został wiceprezesem Polskich Sieci Energetycznych ds. rozwoju, strategii i teleinformatyki. Zasiadał w kilku radach nadzorczych (m.in. PERN S.A., Exatel SA, NFI Foksal) oraz zasiadł w radzie naczelnej Stowarzyszenia „Ordynacka”. Od 28 kwietnia do 14 października 2005 pełnił funkcję podsekretarza stanu w Ministerstwie Gospodarki i Pracy, odpowiedzialnego za politykę energetyczną. Zasiadał też w międzyresortowych zespołach ds. polityki energetycznej i restrukturyzacji górnictwa. Od października 2005 do września 2006 był wiceprezesem BOT Górnictwo i Energetyka, odpowiedzialnym za prywatyzację i wprowadzenie na giełdę. Pracował następnie na stanowiskach kierowniczych i doradczych w przedsiębiorstwach zajmujących się biopaliwami i elektroenergetyką. W 2016 został pełnomocnikiem zarządu Orange Polska ds. energetyki.

## Życie prywatne
Żonaty, ma dwoje dzieci.